# Paola Rey
Paola Andrea Rey Arciniegas (San Gil, 19 dicembre 1979) è un'attrice colombiana, interprete di telenovelas.

## Filmografia parziale
- ¿Por qué diablos? (1999)
- La Baby Sister (2000)
- Pasión de gavilanes (2003)
- La mujer en el espejo (2004)
- Amores de Mercado (2006)
- Pobres Rico (2012)
- Sala de Urgencias (2015)
- Sala de Urgencias 2 (2016)